# Victor Aristov
Pour les articles homonymes, voir Aristov.
Victor Aristov, de son vrai nom Viktor Fiodorovitch Arestov (en russe : Виктор Фёдорович Аристов) (9 juin 1943 – 2 janvier 1994), est un réalisateur et scénariste soviétique. Il est également acteur dans quelques films, notamment dans Sherlock Holmes et le docteur Watson d'Igor Maslennikov (1980) et dans Le Syndrome asthénique de Kira Mouratova (1989).

## Biographie
Victor Arestov nait à Boudionnovka, village du District de Djamboul en République socialiste soviétique kazakhe (URSS).
À la fin de ses études secondaires, en 1960, il s'engage comme machiniste au Théâtre de Taraz. Plus tard, installé à Leningrad, il travaille à l'Institut pédagogique Alexandre Herzen et au Bureau d'exploitation des transports, tout en étudiant en cours du soir à la faculté des réalisateurs de l'Académie des arts du théâtre de Saint-Pétersbourg. Diplômé en 1968, il commence sa carrière au studio Lenfilm, où il travaille comme deuxième réalisateur sur les films d'Ilia Averbakh (ru), Alexeï Guerman, Sergueï Mikaelian, Iossif Kheifitz. Aristov met beaucoup de temps à sortir du rôle d'éternel assistant des maîtres du cinéma d'auteur. Il s'affirme d'abord comme scénariste,.
Son film Satan reçoit l'Ours d'argent à la Berlinale 1991.
En 1994, Aristov entreprend de porter à l'écran le roman d'Alexandre Beliaïev, L'Île des bateaux disparus. Il meurt subitement avant la fin du tournage. Son film, achevé par Iouri Mamine, sort la même année sous le titre Pluies sur l'océan.
L'artiste est inhumé au cimetière de Komarovo près de Saint-Pétersbourg.

## Filmographie
- 1985 : La Poudre
- 1988 :  Les premiers cent ans sont difficiles
- 1991 : Satan
- 1995 : Pluies sur l'océan (film terminé par Iouri Mamine)